# Yael Arad
Yael Arad (Hebreeuws: יעל ארד; Tel Aviv, 1 mei 1967) is een voormalig Israëlisch judoka en 's lands eerste olympisch medaillewinnares uit de geschiedenis.
Yael Arad was van jongs af aan actief in de judo. Bij gebrek aan Israëlische meisjes die op haar niveau judo beoefenden, trainde ze met jongensteams en in Europa. Vanaf 1984 viel ze in internationale toernooien in de prijzen.
Tijdens de Olympische Zomerspelen 1992 verloor ze op het nippertje de finale, waardoor ze met zilver en de eerste Israëlische medaille naar huis ging. Pikant detail is dat haar achternaam 'brons' betekent. In 1996 viel ze buiten de prijzen. Sinds 1997 is Yael Arad lid van het Israëlisch Olympisch Comité.
Tijdens de Olympische Zomerspelen 2000 fungeerde ze als judocoach voor Israël. Heden ten dage is ze onder meer commentator bij de televisie voor judowedstrijden.
- Gemeinsame Normdatei: 1165261340
- International Standard Name Identifier: 0000 0003 7871 5690
- Library of Congress Control Number: no2018173033
- Nationale Bibliotheek van Israël: 987007284463205171
- Virtual International Authority File: 257398712
- WorldCat: E39PBJhXdYvMwKrjyFrFBXxkXd